# Chispazos de tradición
Chispazos de tradición fue un programa de radio que se transmitió en la década de 1930 en Argentina. Fue creado por el dramaturgo, guionista y director Andrés González Pulido y era un radioteatro en episodios con continuidad de 30 minutos diarios que se tramsmitió por LR3 Radio Nacional (posteriormente LR3 Radio Belgrano).de lunes a viernes a las 18:30 horas.

## Características del programa
González Pulido nació en España y vivió desde pequeño en Argentina; era un defensor de las piezas del llamado género chico que había hecho puestas de escenas en el teatro. Después de algún intento en la radio trabajó en LR6 Broadcasting La Nación con el programa Revista radiotelefónica, que se transmitía a las 20 horas. Luego pasó a LR3 Radio Nacional (posteriormente LR3 Radio Belgrano desde 1934) –que, al igual que aquella, transmitía desde el edificio denominado el Palacio de las Broadcastings, ubicado en la calle Belgrano de la ciudad de Buenos Aires -donde tuvo por poco tiempo el programa Chispazos de Gloria y aproximadamente en 1931 formó su compañía de radioteatro para producir el primer radioteatro en episodios diarios con continuidad de la radiofonía argentina. En esa época Argentina era el cuarto país importador de aparatos de radiotelefonía de Estados Unidos y algunas estimaciones fijan entre 450.000 y 530.000 los aparatos en funcionamiento.
El programa era auspiciado por los cigarrillos Condal, cuyos avisos publicitarios leían los locutores Hugo Zamora, Raúl Rosales y Pablo Osvaldo Valle (que además era el gerente artístico de la radio), que además regalaba un reloj de oro a los oyentes.
Sus personajes eran principalmente gauchos – héroes o villanos comparables con los vaqueros de las películas por episodios del Lejano Oeste- con reminiscencias de los folletines de la corriente gauchesca de fines del siglo XIX.
Los débiles (mujeres, ancianos, desposeídos) sufrían las acciones de los poderosos hasta que luego de sangrientas luchas se llegará al final inexorable de la victoria del bien sobre el mal. Las radionovelas utilizaban a menudo temas propios de la novela popular: el misterio del nacimiento, la joven cautiva, la condena injusta de un inocente, la personalidad encubierta del héroe solitario y omnipotente. No faltaba la música de guitarras ni los personajes cómicos como el Churrinche encarnado por Mario Amaya que funciona como contrafigura del héroe.
Los títulos eran en general de pocas palabras, a veces con lenguaje campero (Arruyo e' pájaros, Ansí era Don Segundo), otras indicando episodios vinculados a los anteriores ( El potro se va domando,El potro ya está domado ) o aludiendo a personajes habituales ( El secreto de Churrinche, Churrinche y Rosaura ).

## Giras del elenco
En varias oportunidades el elenco salió de gira para que los oyentes pudieran ver a los personajes que escuchaban a través de la radio. Sus historias, que estaban basadas en payadas, folletines y sainetes, fueron representadas en vivo en teatros de todo el país.

## Algunos actores que participaron
- Domingo Sapelli
- Mario Amaya
- Raquel Notar
- Amelia Ferrer
- Salvador Frías
- Ernesto Calvet
- Juan Caldarella
- Rau Deval

## Comentarios
Roberto Di Chiara dice sobre el programa:

”Y cuando se escucharon los primeros capítulos de "Chispazos de tradición" desaparecían como el agua los aparatos de radio, que la gente buscaba como si fuera el pan. Fue una verdadera revolución. Los que no tenían la suerte de poder comprar una radio, se las ingeniaba para llegar de visita a una casa amiga -llevando las facturas para el mate- y así, reunidos en el patio o en la salita, se asombraban escuchando las voces de los actores y las historias de "El gaucho solitario" al que no se le conocía la voz, solo el sonido de los cascos de su caballo, ya que el solitario aparecía en escenas culminantes, trayendo el suspenso para que al día siguiente se repitiera la escena de las vecinas que se juntaban a escuchar Chispazos de tradición, el primer radioteatro argentino, escrito por un español e interpretado por un elenco en el que las figuras eran dos: el caballo del gaucho solitario y Churrinche. Churrinche -nombre de un pajarito- era el gauchito gracioso, que contaba graciosamente los chismes con los que divertía a los oyentes y los hacía olvidar por un momento la tensión que provocaban los diálogos del programa.”

El programa provocó algunas críticas. Homero Manzi desde la revista Micrófono (1934-1935)  criticó los libretos acusándolos de inauténticos desde el punto de vista de la genuina cultura popular y, al mismo tiempo, carentes de verdad histórica y artística, calificó al programa de “verdadero baldón para nuestro concepto de personas civilizadas” y trató a González Pulido de "filibustero" y “ladino ignorante”.
Eduardo Romano califica los libretos de González Pulido de 

“indigiribles pastiches…en que abundan los alardes de inverosimilitud, absurdos involuntarios y gruesos patetismos. Escritos, además, en un lenguaje plagado de voces anacrónicas y frases presuntuosas que se entrecruzan con crasos solecismos”.

Para Jorge B. Rivera el programa era:

“una suerte de revista radial con música, canciones, diálogos y pasos de comedia y drama inspirados libremente en una visión muy peculiar del folklore e inclusive de la misma realidad nacional”.